# Валланценго
Валланценго, Валланценґо (італ. Vallanzengo, п'єм. Valansengh) — муніципалітет в Італії, у регіоні П'ємонт, провінція Б'єлла.
Валланценго розташоване на відстані близько 550 км на північний захід від Рима, 70 км на північний схід від Турина, 4 км на північ від Б'єлли.
Населення — 231 особа (2014).

## Демографія
Населення за роками:

Станом на 1 січня 2023 року в муніципалітеті офіційно проживало 9 іноземців з 5 країн, серед них 6 громадян країн Євросоюзу.

## Сусідні муніципалітети
- Біольйо
- Каллаб'яна
- Камандона
- Моссо
- П'ятто
- Куаренья
- Триверо
- Валле-Моссо
- Валле-Сан-Ніколао